# オオカサスゲ
オオカサスゲ Carex rhynchophysa はカヤツリグサ科スゲ属の植物の1つ。寒冷地の水辺に生えるとても大柄なスゲである。

## 特徴
夏緑生の多年生草本。地下に匍匐茎を伸ばし、大きな群落を作る。花茎は高さ60-100cmに達し、葉はこの高さには達しない。葉は幅が8-15mmと幅広く、ざらつきがある。葉質はやや硬い。茎の断面は三角形をしており、その基部は柔らかくて赤褐色に色づく鞘状の葉に包まれる。
花期は6-8月。花茎は下部は滑らかだが上部はざらつく。花序の形としては総状で、小穂は全部で5個から10個以上の場合まであり、頂小穂とそれに続くもの、合わせて3-7個が雄小穂で、それ以下のものは雌小穂である。雄小穂は互いにやや接近しており、雌小穂はやや離れている。小穂の下の苞は鞘がないか、あってもごく短く、葉身部は葉状に発達する。雄小穂は線形で長さ3-6cm、柄がある。雄花鱗片は淡褐色で先端が尖る。雌小穂は柱形で長さ5-10cm、密に果胞をつけ、短い柄がある。また雌小穂は開花期には斜めに立ち上がっているが、果実が熟するにつれて先端から垂れて湾曲する。雌花鱗片は淡い褐色で太い中肋は緑色をしており、先端は鋭く尖るか、短い芒となって突き出る。長さは果胞より短い。果胞は卵形で長さ5-6mm、多数の脈があり、表面は無毛。先端は長い嘴となって突き出て、その先端の口部には鋭い2つの歯状突起がある。また果胞は熟すにつれて大きく膨らみ、また反り返るように主軸に対して立ち上がる。痩果は緩やかに果胞に包まれており、長倒卵形で長さ2-3mm、長い花柱は湾曲している。柱頭は3つに裂ける。
和名はカサスゲに似て大型になることによる。本種は日本のスゲ属で最も大きい種の1つである。

## 分布
日本では北海道と本州の中部以北にあり、国外では千島、サハリン、ウスリー、シベリア、朝鮮に分布する。
世界的に見るとアジア東北部のシベリアから日本海を取り巻く一帯をその分布域としている。

## 生育環境
寒冷地の湖沼や河川、あるいは水路や湿原などに生育し、群落を作る。湿った地上に湿生植物として生育するか、根元が水に浸った抽水性植物として生育している。

## 分類・類似種など
小穂の下の苞に鞘が発達せず、雄小穂が複数あり、果胞が大型で光沢があること、柱頭が3裂、などの特徴からオニナルコ節 Sect. Vesicariae に含められる。この節に含まれるものは日本に6種あり、ほとんどは寒冷地の湿地に生えるものである。特に似ているのはカラフトカサスゲ C. rostrata で、本種同様に水辺に生える大型の種であるが、本種に比べると葉の幅が4-8mm、果胞の長さが3.5-4mmと全体にスレンダーである点で区別出来る。同じく水辺の大型のスゲであるオニナルコスゲ C. vesicaria は果胞が成熟しても膨らむことがなく、斜め上を向いている点で区別される。
名前の上で似ているカサスゲ C. dispalata はやはり水辺の大型になるスゲで、分布域も重なる。ただし背丈はともかく葉幅が4-8mmとかなり細く、果胞が長さ3-4mmと本種より小さい上、果胞が大きく膨らむこともないので遙かに小さく見える。分類上はこの種は節を異にしており、その違いの一つに雄小穂が1つしかないことが重要とされるが、実際にはこの種は2番目の雄小穂を出す場合が結構ある。ただし本種のように3つ以上の雄小穂を作ることはまずない。またこの種にも近縁のものが複数ある。果胞が大きく膨らむものとしてはミヤマシラスゲ C. confertiflora があり、これもかなり大柄な水辺のスゲであるが、背丈は30-80cmとやや小さく、またこの種も雄小穂は1つだけである。

## 保護の状況
環境省のレッドデータブックには取り上げられていないが、県別では福井県と岐阜県で絶滅危惧I類に、新潟県で準絶滅危惧に指定されている。岐阜県の場合、元々産地が少ないことと、湿地であることから開発や遷移の進行による生育地の環境変化が懸念されている。

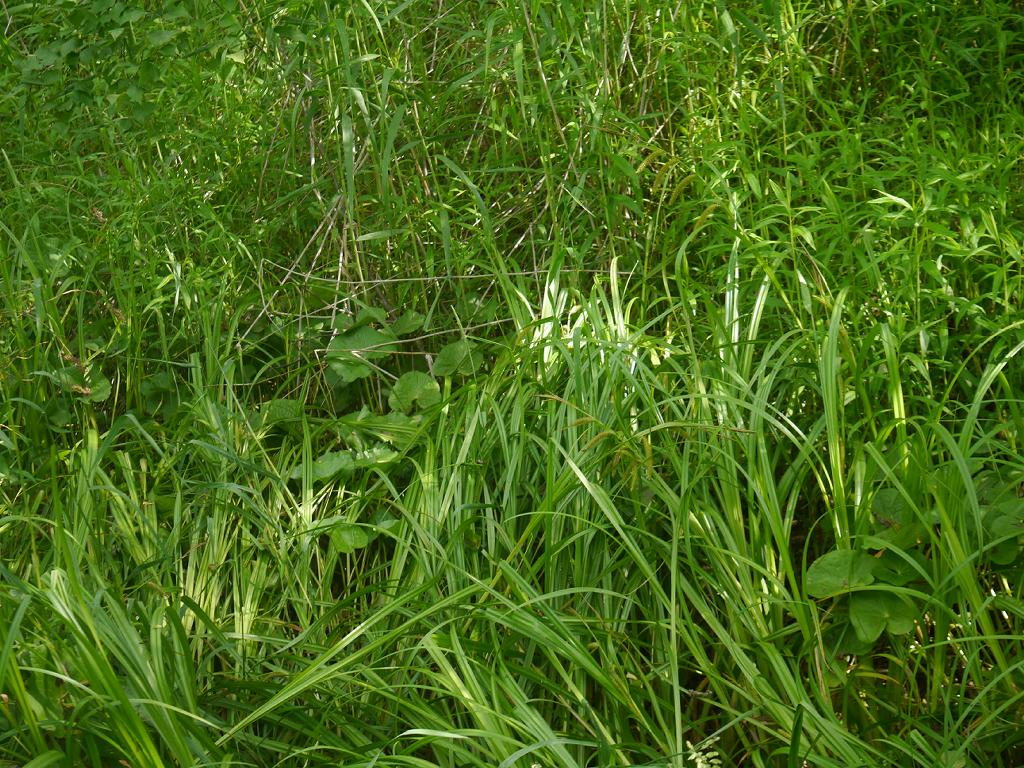
密集した群落
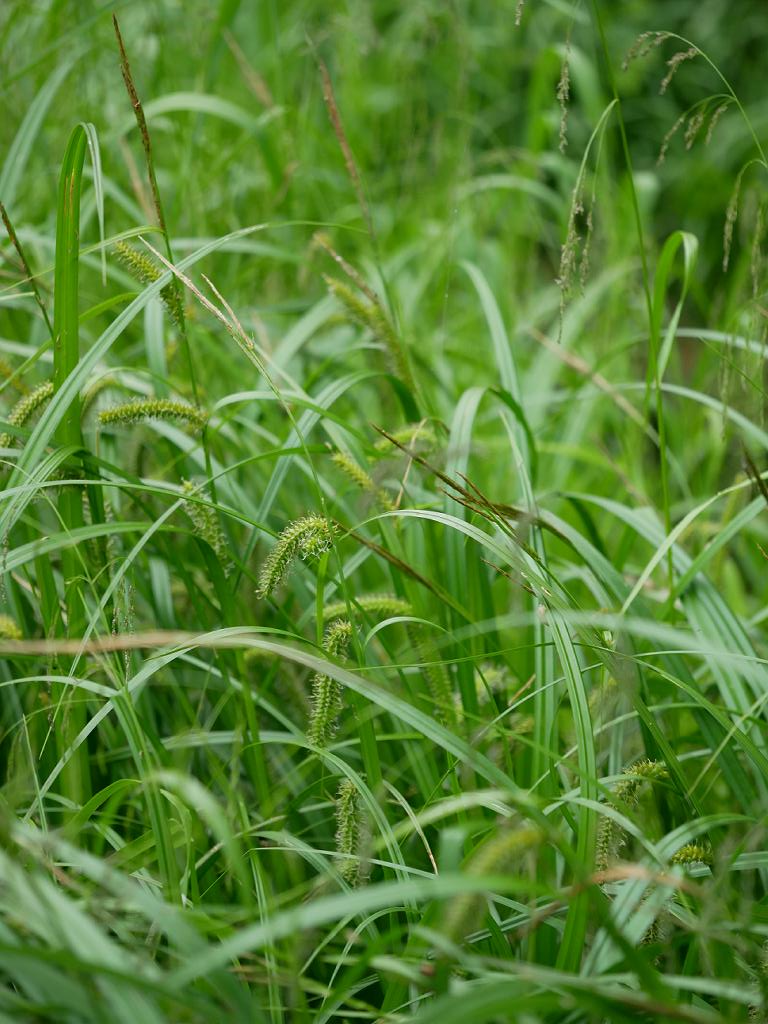
複数の穂が見える
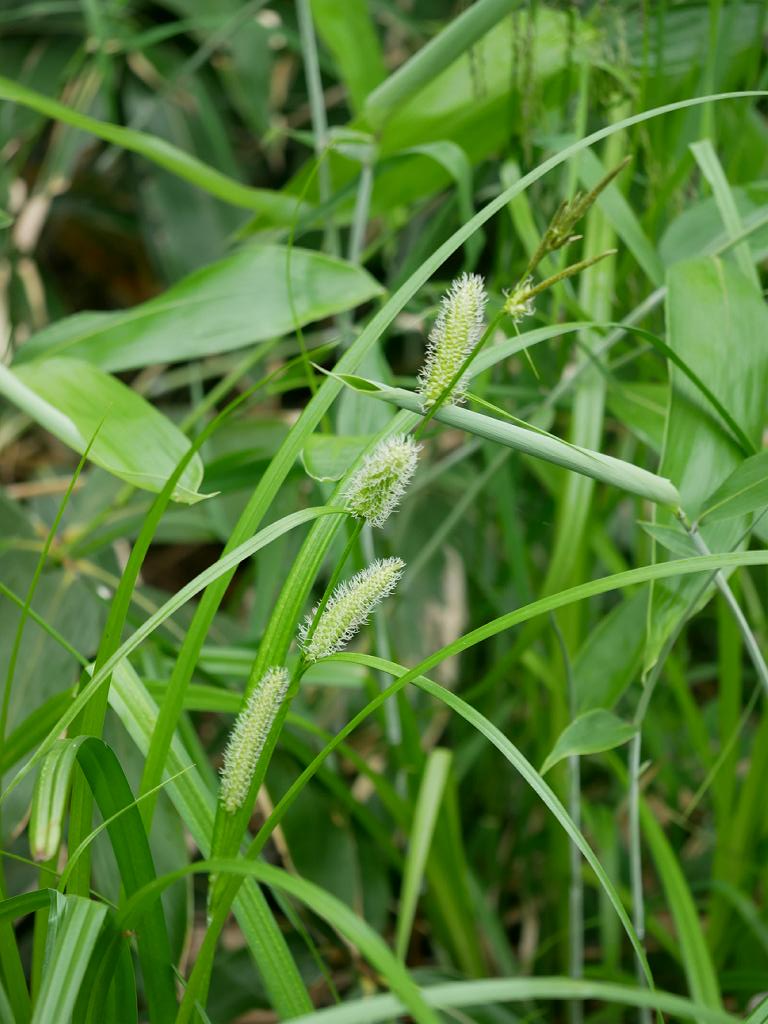
開花中(雌花)